# Parrhasziosz
Parrhasziosz (görögül: Παρράσιος)  (i. e. 460 – i.e. 390 körül) görög festő, Evenor fia akit Zeuxisz mellett a klasszikus kor legnagyobb festőmestereként tartanak számon.
Az utókorra még töredékesen sem maradt egyetlen műve sem. A művészetét irodalmi művek, mondák örökítették meg, és tehetségét leginkább a korszakban készített athéni fehéralakos vázák tükrözik vissza.

## Élete
Epheszoszban élt, kortársa és egyben vetélytársa is volt Zeuxisznak. Athénben és Kis-Ázsiában alkotott az ókori hagyományban több művének emléke fennmaradt. Ezek javarészben mitológiai alakokat és jeleneteket ábrázoltak. Műveként emlegetik Hermész ábrázolását önarcképszerű vonásokkal; őrültséget színlelő Odüsszeuszt; szenvedő Philoktétészt, amelynek mása Kheiriszophosz egy csészéjéről ismert; Héraklészt; Thészeuszt; továbbá képmásokat és realisztikus portrékat, mint Philiszkosz komédiaköltő Dionüszosszal és az erénnyel, egyik legtöbbet emlegetett műve, „Az athéni nép", amelyen annak változó hangulatát és szélsőséges tulajdonságait egyetlen jelenetté kovácsolta össze.
Alkotott obszcén jeleneteket és előrajzokat ötvösmunkákhoz. A körvonalrajz nagy mestere volt, ellenezte az újabb festői vívmányokat, tehát Apollodórosszal és követőivel szemben a régi, rajzszerű festészet híve volt, de ezt, mint maga is hirdette, a tökéletesség legvégső határáig vitte. Művészetének visszfényeit leginkább athéni fehéralakos vázák tükrözik, eredeti műve egy sem maradt fenn.

## Legendás festészete
Parrhasziosz és Zeuxisz rivalizálása híres volt, és amikor meghallotta, hogy festőtársa állítólag olyan szőlőt festett, melyre rászálltak a madarak, dühbe gurult. A monda szerint ezt mondta: „Én az embereket is meg tudom téveszteni, nem csak a madarakat.” Ezt bebizonyítandó egyszer, amikor Zeuxisz az ő műtermében egy képet keresett, azt mondta neki, hogy az ott van a függöny mögött. Festőtársa el akarta húzni a függönyt, mikor rájött, hogy átverte, hiszen az festett volt.